# Visita, presidente
Visita, Presidente é um documentário brasileiro dirigido por Julia Duailibi e Maira Donnici, produzido pela GloboNews. A obra audiovisual narra os eventos que antecederam a prisão do então ex-presidente Luiz Inácio Lula da Silva, os dias que ele passou no cárcere na Superintendência Regional da Polícia Federal no Paraná e a decisão do Supremo Tribunal Federal (STF) que anulou suas condenações. O documentário foi exibido pela primeira vez em 28 de dezembro de 2022 e, no dia seguinte, foi incluído no catálogo do Globoplay.

## Produção
Para desenvolver o documentário, a jornalista Julia Duailibi passou dois meses conversando e entrevistando dezenas de pessoas próximas a Lula, entre elas a primeira-dama Rosângela Lula da Silva e o ex-ministro da educação Fernando Haddad. O título, por sua vez, refere-se aos anúncios feitos pelos carcereiros de Lula quando o presidente recebia uma visita. Além de Duailibi, o documentário foi dirigido por Maira Donnici, responsável também pelo roteiro e edição.

## Sinopse
O documentário Visita, presidente segue os eventos da prisão do então ex-presidente Lula, desde as negociações de aliados após a condenação em segunda instância pela 8.ª Turma do Tribunal Regional Federal da 4.ª Região até os processos jurídicos que resultaram na libertação.

## Repercussão
O colunista Silvio Osias, do Jornal da Paraíba, considerou o documentário como "primoroso jornalismo produzido por Julia Duailibi" e "um exercício jornalístico de alta qualidade". De acordo com Silvio, ao optar por construir o documentário através de depoimentos de pessoas próximas a Lula, Duailibi reconstituiu a história com "afeto, emoção e cumplicidade". Já Mauricio Stycer destacou como os depoimentos de pessoas próximas a Lula, muitas das quais nunca haviam feito comentários públicos sobre o assunto, reforçam o interesse do documentário. Por sua vez, o colaborador do site Ensaio Crítico, Arthur Gadelha, concluiu que o documentário funciona quando visto de forma institucional, como se fosse um serviço próprio para organizar o catálogo da emissora com imagens e depoimentos sobre o tema.